# Sextus Graesius Severus
Sextus Graesius Severus war ein im 2. Jahrhundert n. Chr. lebender Angehöriger des römischen Ritterstandes (Eques).
Durch ein Militärdiplom, das auf den 28. September 157 datiert ist, ist belegt, dass Severus 157 Kommandeur der Ala I Hispanorum Auriana war, die zu diesem Zeitpunkt in der Provinz Raetia stationiert war.